# Battaglia di Dyrrhachium
La battaglia di Dyrrhachium fu combattuta nell'estate del 48 a.C. nei pressi di Dyrrhachium (moderna Durazzo, Albania, città che si trovava all'inizio della Via Egnatia, che collegava il Mare Adriatico il Mar Egeo) tra gli eserciti di Gneo Pompeo Magno e quelli di Gaio Giulio Cesare nel corso della seconda guerra civile di Roma. La battaglia si prolungò per molte settimane con alterne vicende e fu caratterizzata da combattimenti statici dietro le imponenti fortificazioni costruite dagli eserciti avversari e da una serie di sortite da parte del pompeiani per rompere il blocco dei cesariani a sud della città.
Dopo alcuni insuccessi, alla fine, il 17 luglio 48 a.C. Pompeo riuscì a mettere in difficoltà Giulio Cesare con un attacco combinato in tre punti diversi; i cesariani subirono forti perdite e ci furono cedimenti sull'ala sinistra delle fortificazioni. Cesare preferì rinunciare alla guerra d'assedio e ripiegare con le sue forze verso la Tessaglia.
La vittoria di Pompeo non fu decisiva anche per le indecisioni del generale, timoroso di possibili insidie nemiche; Cesare poté quindi riorganizzare le sue legioni e trasferire i combattimenti nelle pianure aperte della Tessaglia dove conseguì dopo poche settimane la decisiva vittoria di Farsalo.

## Situazione prima della battaglia
Dopo aver abbandonato l'Italia senza aver combattuto, Gneo Pompeo, informato della caduta delle città che si erano opposte a Cesare, aveva cercato di organizzare e potenziare le sue ingenti forze terrestri e navali in fase di raggruppamento nel Mediterraneo Orientale. Egli disponeva in totale di undici legioni, di cui almeno cinque piuttosto efficienti; le truppe in generale manifestavano un morale elevato ma un gran numero di reclute necessitavano ancora di addestramento ed esperienza. La grande superiorità militare dei pompeiani stava apparentemente nel campo navale; Pompeo disponeva in totale di circa cinquecento navi da guerra e il comandante navale Marco Calpurnio Bibulo aveva raggruppato oltre centodieci navi nel quartier generale di Corcyra. Bibulo conosceva bene Cesare poiché era stato edile insieme a lui nel 65 a.C., quando Cesare lo oscurò e lo esautorò dal comando. Egli tuttavia riuscì nel 59 a.C. ad essere nominato console grazie alla compravendita dei voti effettuata da Catone e dagli altri optimates, pur conservando un odio profondo nei confronti di Cesare.
Il grosso delle legioni pompeiane invece erano ancora in movimento più indietro; dopo aver lasciato l'accampamento estivo sull'Aliakmon, le truppe marciavano da Tessalonica verso Durazzo dove Pompeo intendeva porre il suo comando supremo; due legioni al comando di Metello Scipione erano ancora presso il regno di Pergamo e non era previsto il loro arrivo fino alla primavera del 48 a.C.
Nel frattempo Cesare nel 49 a.C. aveva invaso l'Italia superando il Rubicone, mentre Pompeo stava ancora evacuando l'Italia. Dopo la Campagna di Lerida, nella quale trionfò Cesare, egli decise di dirigersi in Grecia, dove Pompeo si era rifugiato e stava allestendo le sue nove legioni.

## Strategie nella guerra tra Cesare e Pompeo
Nel gennaio del 48 a.C.la Legio XI e la Legio XII Fulminata, partirono da Brindisi e raggiunsero l'Epiro, ma vennero decimate da un'epidemia che aveva colpito la zona.
Cesare disponeva di undici legioni, ma non era in grado di trasportarne più di sette sul Mar Mediterraneo. Dopo essere sbarcato ad Apollonia, mandò subito due legioni contro Pompeo affinché lui non ricevesse rinforzi e con le rimanenti marciò verso nord e si assediò tra Pompeo e Dyrrhachium. Pompeo si accampò in una collina e rifiutò lo scontro poiché le sue truppe erano ancora inesperte.
Allora Cesare iniziò a costruire delle fortificazioni: in particolare un muro lungo 22 km con ventiquattro porte. Lo scopo era di impedire a Pompeo di fornire le sue legioni e alla cavalleria di attaccare, ma soprattutto fargli credere di essere assediato. Ma egli rispose migliorando le difese dell'accampamento.
Mentre continuava la costruzione della circonvallazione, i due eserciti si scontrarono diverse volte, con gravi perdite nella IX Legio. Nel De Bello Civili Cesare racconta di un attacco in un fortino a sud in cui un centurione prese 120 colpi sul suo scudo. La parte meridionale dell'accampamento di Cesare non era ancora completata e Pompeo doveva fuggire prima che l'anello si chiudesse. Ma la situazione era comunque drammatica per Cesare, poiché aveva perso i rapporti con l'Italia e Pompeo era riuscito ad addestrare i suoi soldati, ma non si diede per vinto poiché i suoi erano disciplinati e motivati, come dimostreranno a Farsalo.
La situazione diventò tesa quando il luogotenente Marco Antonio raggiunse Cesare con le restanti quattro legioni. Nel 7 luglio del 48 a.C. Pompeo e i suoi attaccarono la parte incompiuta dell'accampamento e il giorno seguente Cesare rinunciò al termine della circonvallazione. Nel 17 luglio Pompeo ordinò di sorprendere i cesariani da tre punti diversi: ne seguirono numerosi morti e cedimenti nell'ala sinistra. Allora Cesare decise di ritirarsi con l'esercito verso le pianure della Tessaglia, luogo in cui Pompeo l'avrebbe inseguito, ma in cui egli sarebbe stato più abile a combattere.
Pompeo ottenne scarsi risultati da questa vittoria, soprattutto per aver esitato dopo la fuga dell'esercito nemico. Egli infatti aspettò prima di contrattaccare, poiché credeva che quella di Cesare fosse una trappola. Quest'ultimo ebbe più tempo per organizzarsi e disporre le legioni nelle pianure in cui si sarebbe combattuta la seguente battaglia di Farsalo, dove Cesare uscì vittorioso.

## Fonti
- https://www.romanoimpero.com/2019/07/battaglia-di-dyrrhachium.html